# Rivière Bécancour
Der Rivière Bécancour (Abenaki: Wôlinaktekw bzw. W8linaktegw = „Fluss an der Bucht“) ist ein rechter Nebenfluss des Sankt-Lorenz-Stroms im Süden der kanadischen Provinz Québec.

## Flusslauf
Der Rivière Bécancour verläuft in den Verwaltungsregionen Centre-du-Québec und Chaudière-Appalaches. Der 196 km lange Fluss entwässert ein Gebiet von 2607 km². Er hat seinen Ursprung in dem kleinen See Lac Bécancour und erreicht nach etwa 16 Kilometern die Stadt Thetford Mines. Bis Saint-Ferdinand fließt er westwärts, anschließend in nördlicher Richtung. Bei Inverness wendet er sich erneut nach Westen. Kurz nachdem der Fluss die namensgebende Stadt Bécancour passiert hat, mündet er in den Sankt-Lorenz-Strom.

## Hydrometrie
An der Straße von Saint-Sylvère nach Saint-Wenceslas, 30,5 km oberhalb der Mündung, befindet sich am Rivière Bécancour der Abflusspegel 02PL007 (⊙). Der gemessene mittlere Abfluss (MQ) an dieser Stelle liegt bei 53 m³/s. Das zugehörige Einzugsgebiet beträgt 2330 km².
Im folgenden Schaubild werden die mittleren monatlichen Abflüsse des Rivière Bécancour am Pegel 02PL007 für den Messzeitraum 1970–2001 in m³/s dargestellt.

## Namensgebung
Im 17. und 18. Jahrhundert erhielt der Fluss von den europäischen Kolonialisten den Namen Rivière Puante bzw. (Great) Puante River. Rivière Puante bedeutet „Stinkender Fluss“. Der Zusatz „Great“ war zuweilen notwendig, weil der kleinere, etwas nördlicher gelegene Gentilly-Fluss damals Little Puante River genannt wurde.